# Li Wenquan
Li Wenquan, född 18 januari 1986, är en kinesisk idrottare som tog brons i bågskytte vid olympiska sommarspelen 2008. 

## Meriter

### Olympiska meriter

#### Olympiska sommarspelen 2008
| Namn                              | Gren         | Rankingrunda | Rankingrunda | 32-delsfinal              | 16-delsfinal     | 8-delsfinal                  | Kvartsfinal            | Semifinal              | Final                 | Final            |
| Namn                              | Gren         | Poäng        | Seed         | Resultat                  | Resultat         | Resultat                     | Resultat               | Resultat               | Resultat              | Plats            |
| --------------------------------- | ------------ | ------------ | ------------ | ------------------------- | ---------------- | ---------------------------- | ---------------------- | ---------------------- | --------------------- | ---------------- |
| Li Wenquan                        | Individuellt | 646          | 46           | Proc (POL) (19) L 111-116 | Gick inte vidare | Gick inte vidare             | Gick inte vidare       | Gick inte vidare       | Gick inte vidare      | Gick inte vidare |
| Xue Hai Feng Jiang Lin Li Wenquan | Lag          | 1941         | 12           | N/A                       | N/A              | Storbritannien (5) W 214-210 | Ryssland (4) W 217-209 | Sydkorea (1) L 221-218 | Ukraina (2) W 222-219 | Bronze           |